# Beziehungen zwischen Ägypten und den Vereinigten Staaten
Die Beziehungen zwischen Ägypten und den Vereinigten Staaten begannen 1922, nachdem Ägypten die eigenstaatliche Unabhängigkeit vom Vereinigten Königreich erlangt hatte. Zwischen beiden Ländern kam es danach zu einer engen Zusammenarbeit, besonders im Bereich der Verteidigungs- und Sicherheitspolitik. Während des Kalten Krieges schwankte Ägypten zwischen der Sowjetunion und den Vereinigten Staaten und spielte eine wichtige Rolle in der MENA-Region, was das Land zu einem Prioritätsgebiet der US-Außenpolitik machte. Unter Anwar as-Sadat wurde eine enge Beziehung zu den USA aufgebaut, welche unter seinen Nachfolgern weitergeführt wurde. Nach Israel ist Ägypten der zweitgrößte Empfänger von amerikanischen Hilfsgeldern. Zwischen 1952 und 2020 leisteten die USA an Ägypten Wirtschafts- und Militärhilfen in Höhe von 83 Milliarden US-Dollar.

## Geschichte
Als Ägypten unter der Kontrolle des Osmanischen Reiches (vor 1882) und Großbritanniens (1882–1922) stand, unterhielten die Vereinigten Staaten und Ägypten kaum Kontakte. 
Ägypten erlangte am 28. Februar 1922 in der Declaration to Egypt die Unabhängigkeit; Großbritannien behielt sich aber einige Rechte vor. Am 15. März 1922 rief sich der bisherige Sultan als Fu'ād I. zum König aus, womit das Königreich Ägypten entstand.
Die altägyptische Kultur löste bei vielen Amerikanern eine große Faszination aus. Der bekannteste frühe US-amerikanische Ägyptologe war James H. Breasted. Als der Kalte Krieg nach dem Ende des Zweiten Weltkriegs begann, gewann Ägypten als führende Macht der arabischen Welt für die USA an Bedeutung. 1952 kam Gamal Abdel Nasser in Ägypten an die Macht. Er propagierte einen arabischen Nationalismus. Unter seiner Herrschaft war Ägypten ein führendes Mitglied der Bewegung der Blockfreien Staaten. Nasser stand dem Ostblock näher als der westlichen Welt. Unter US-Präsident Dwight D. Eisenhower boten die USA 1955 an, bei der Finanzierung des Assuan-Staudamm zu helfen, was aus verschiedenen Gründen nicht zustande kam. Der Staudamm wurde später mit sowjetischer Hilfe gebaut. Eisenhower half 1956, Nasser an der Macht zu halten, indem er Großbritannien, Israel und Frankreich dazu nötigte, ihre Besetzung des Sues abzubrechen. Die USA bauten diplomatischen und wirtschaftlichen Druck auf und verurteilten den Angriff auf Ägypten öffentlich. Die USA fürchteten nämlich, dass eine westliche Intervention in Ägypten ihre Autorität bei der Verurteilung des sowjetischen Einmarsches in Ungarn schwächen würde. Trotzdem verbesserten sich die Beziehungen zwischen Ägypten und den USA in den Jahren darauf nur wenig.
In den 1960er Jahren wurden die Beziehungen noch schlechter, weil Ägypten sowjetische Waffen kaufte und sich weigerte, ein von den USA vermitteltes Rüstungskontrollabkommen für den arabisch-israelischen Konflikt zu akzeptieren. Die USA verkauften Israel daraufhin Panzer und Kampfflugzeuge. Der Waffenverkauf löste eine weitere Eskalation der Spannungen aus. Ägypten verwies die United Nations Emergency Force des Landes und sperrte die Straße von Tiran. Nachdem es US-Präsident Lyndon B. Johnson nicht gelungen war, diplomatische Unterstützung für eine internationale Marineoperation zur gewaltsamen Wiederöffnung der Meerenge zu gewinnen, beschloss er widerstrebend, einen Angriff Israels zu unterstützen. Der Sechstagekrieg endete damit, dass die israelischen Streitkräfte den größten Teil der palästinensischen Gebiete und die Sinai-Halbinsel besetzten. Die Vereinigten Staaten versuchten, einen Waffenstillstand auszuhandeln, um eine sowjetische Intervention zu verhindern, und unterstützten die Resolution 242 des UN-Sicherheitsrats, in der Israel aufgefordert wurde, die besetzten Gebiete im Gegenzug für Friedensvereinbarungen zurückzugeben. Ägypten warf den USA vor, Israel während des Krieges unterstützt zu haben. Am 8. Juni 1967 brach Ägypten die diplomatischen Beziehungen zu den USA ab und wies die Amerikaner in Ägypten aus. Während und nach dem Krieg verbündete sich Ägypten mit der Sowjetunion (damals unter Machthaber Breschnew), die Waffen und Munition an die ägyptischen Streitkräfte lieferten und Militärberater nach Ägypten entsendeten. 
Ägypten lehnte zusammen mit der Sowjetunion und Israel den Rogers-Plan von Johnsons Nachfolger Richard Nixon zur Beilegung des arabisch-israelischen Konflikts ab.

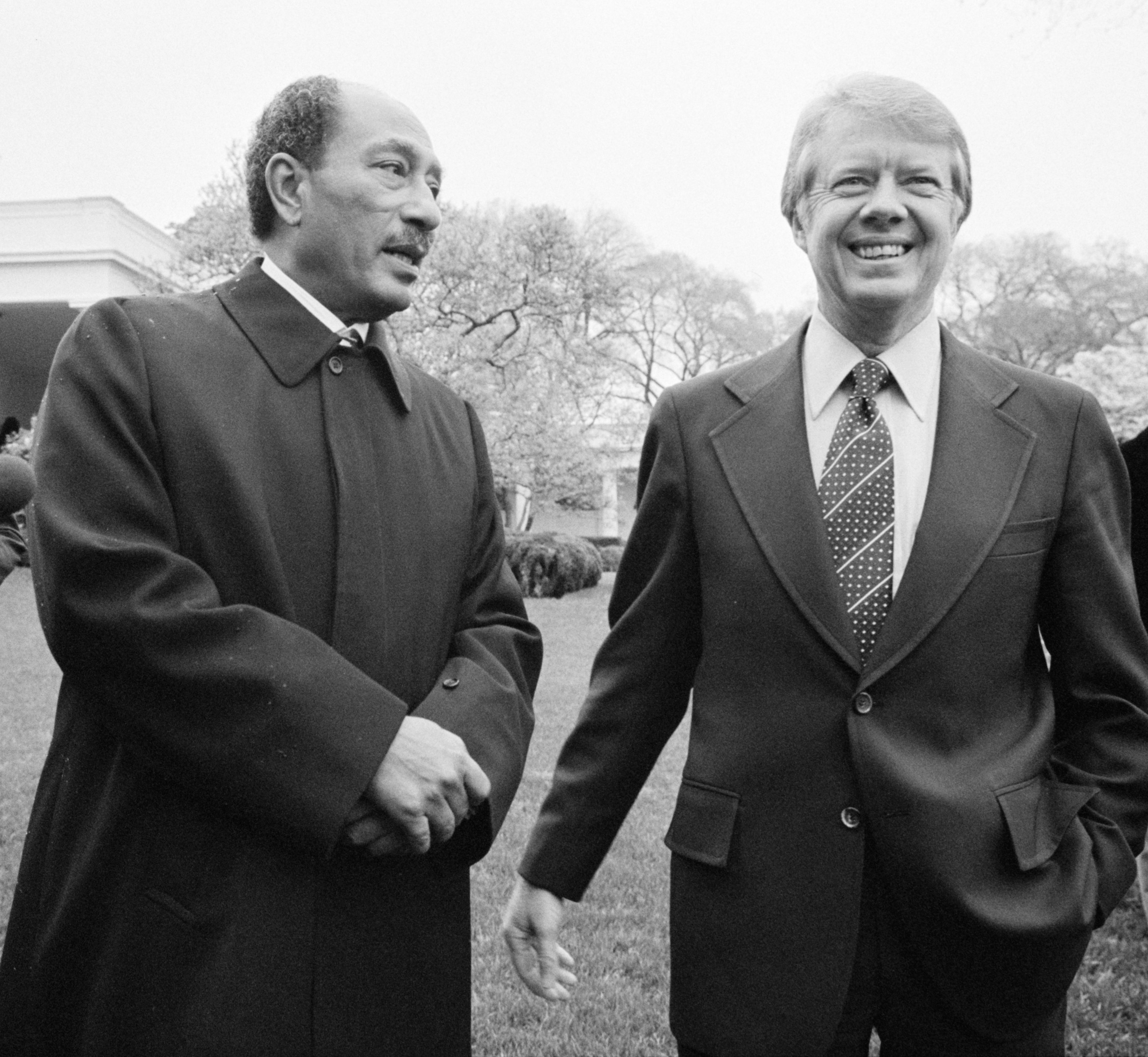
Anwar as-Sadat und Jimmy Carter (1977)

Die Beziehungen zwischen beiden Ländern begannen sich erst nach dem Tod von Nasser (September 1970) zu verbessern. Sein Nachfolger Anwar as-Sadat nahm Geheimverhandlungen mit der Nixon-Regierung auf, wendete sich von der Sowjetunion ab und verwies 1972 15.000 sowjetische Militärberater des Landes. 
1973 starte Sadat einen Überraschungsangriff auf Israel, in dem nach einigen ägyptischen Anfangserfolgen eine israelische Gegenoffensive erfolgte. Während des Krieges stimmten die Vereinigten Staaten einer Luftbrücke zur Versorgung Israels zu und akzeptierten im UN-Sicherheitsrat die sowjetischen Vorschläge für einen Waffenstillstand, aber Henry Kissinger ermutigte die israelischen Streitkräfte, weiter nach Ägypten vorzustoßen, nachdem sich das Blatt im Krieg gewendet hatte. Die USA überzeugten Israel schließlich davon, einen Waffenstillstand zu akzeptieren, da das OPEC-Ölembargo und die Drohung des sowjetischen Generalsekretärs Leonid Breschnew mit einem Eingreifen der Sowjets den USA Sorgen machte. Sadat begann sich danach endgültig den USA zuzuwenden und nahm die diplomatischen Beziehungen zu diesen 1974 wieder auf. Die USA boten den Ägyptern umfangreiche Militär- und Wirtschaftshilfen und ein Bündnis im Gegenzug für einen dauerhaften Frieden mit Israel an. Von Washington ermutigt, nahm Sadat Verhandlungen mit Israel auf, die zu dem von US-Präsident Jimmy Carter vermittelten Camp-David-Abkommen und 1979 zu einem historischen Friedensvertrag mit Israel führten. Dies isolierte Ägypten in der arabischen Welt. Islamische Extremisten ermordeten Sadat am 6. Oktober 1981.

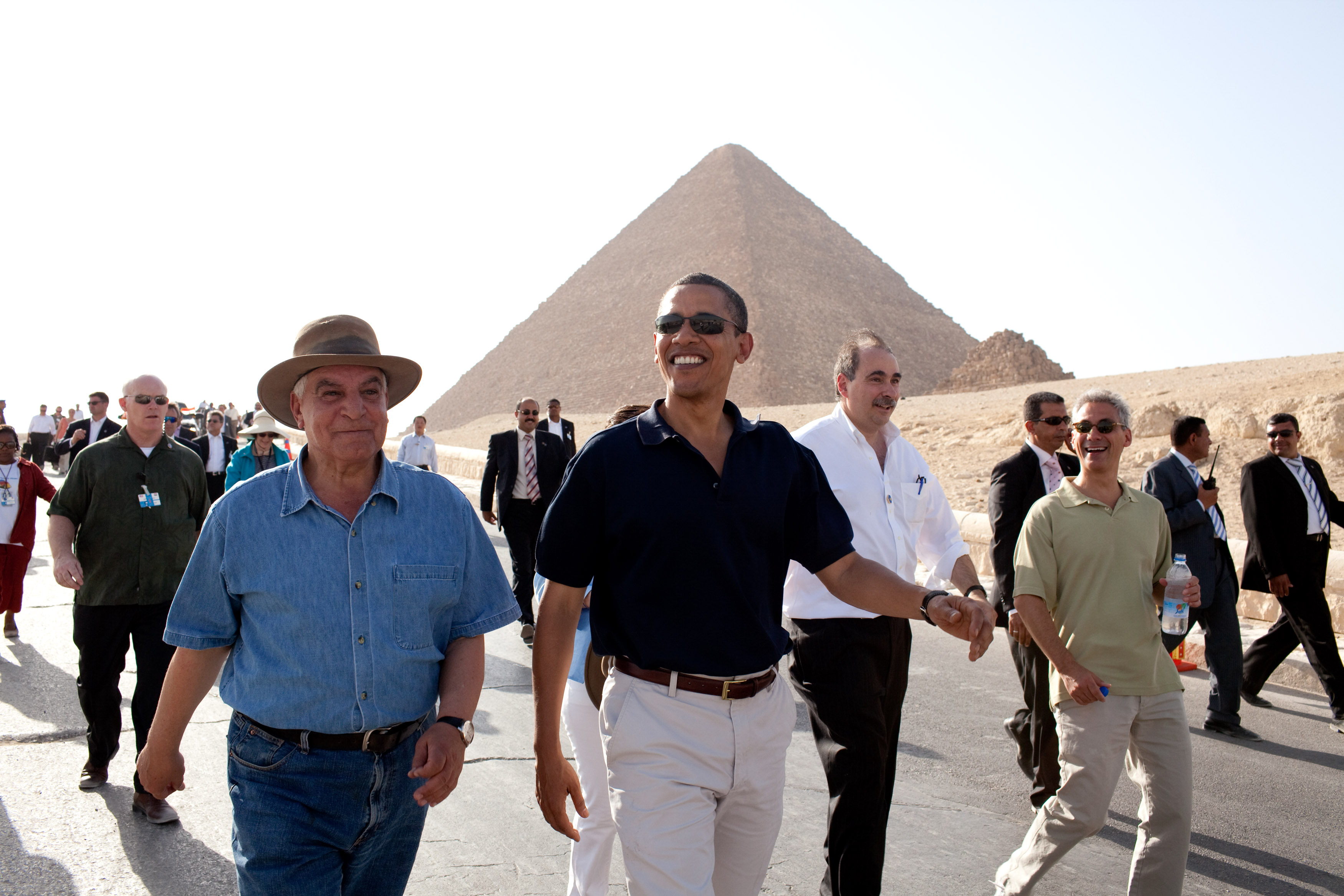
Barack Obama in Ägypten (2009)

Sadats Nachfolger Hosni Mubarak musste in den 1980er Jahren die Beziehungen zu den USA und Israel aufrechterhalten und gleichzeitig die Isolation Ägyptens in der arabischen Welt beenden. Dieser Spagat gelang ihm dank einer ausgeglichenen Außenpolitik. In der gesamten Zeit seiner fast 30 Jahre währenden Herrschaft blieben die USA ein enger Verbündeter seines Militärregimes. Als Höhepunkt der ägyptisch-amerikanischen Beziehungen gilt der Zweite Golfkrieg 1990/91, als die Ägypter 35.000 Truppen zur Unterstützung der Amerikaner entsendeten. Im Gegenzug setzten sich die Amerikaner dafür ein, dass Ägypten ein Teil seiner Auslandsschulden erlassen wurde. Ägypten unterstützte den Irakkrieg 2003 gegen Saddam Hussein nicht öffentlich, öffnete aber seinen Luftraum und den Suezkanal für die US-Streitkräfte.

Während des Arabischen Frühlings ermahnten die USA Ägypten, nachdem die Polizei 17 Büros lokaler und ausländischer NROs durchsucht hatte, darunter das International Republican Institute (IRI), das National Democratic Institute (NDI) und Freedom House. Nach Protesten forderte US-Präsident Barack Obama 2011 Mubarak öffentlich auf, eine Demokratisierung einzuleiten und zurückzutreten. Nach einer kurzen Phase der Demokratie wurde Mubaraks Nachfolger Mohammed Mursi 2013 nach tagelangen Massenprotesten gegen seine Politik durch einen Militärputsch abgesetzt und inhaftiert. Die USA kritisierten die Gewalt gegen Demonstranten in Ägypten, begannen aber bald darauf ihre Beziehungen zum neuen Militärdiktator Abd al-Fattah as-Sisi zu normalisieren und setzten ihre Militärhilfen fort, trotz der autoritären Natur seines Regimes und schwerer Menschenrechtsverletzungen.

## Militärische und sicherheitspolitische Beziehungen

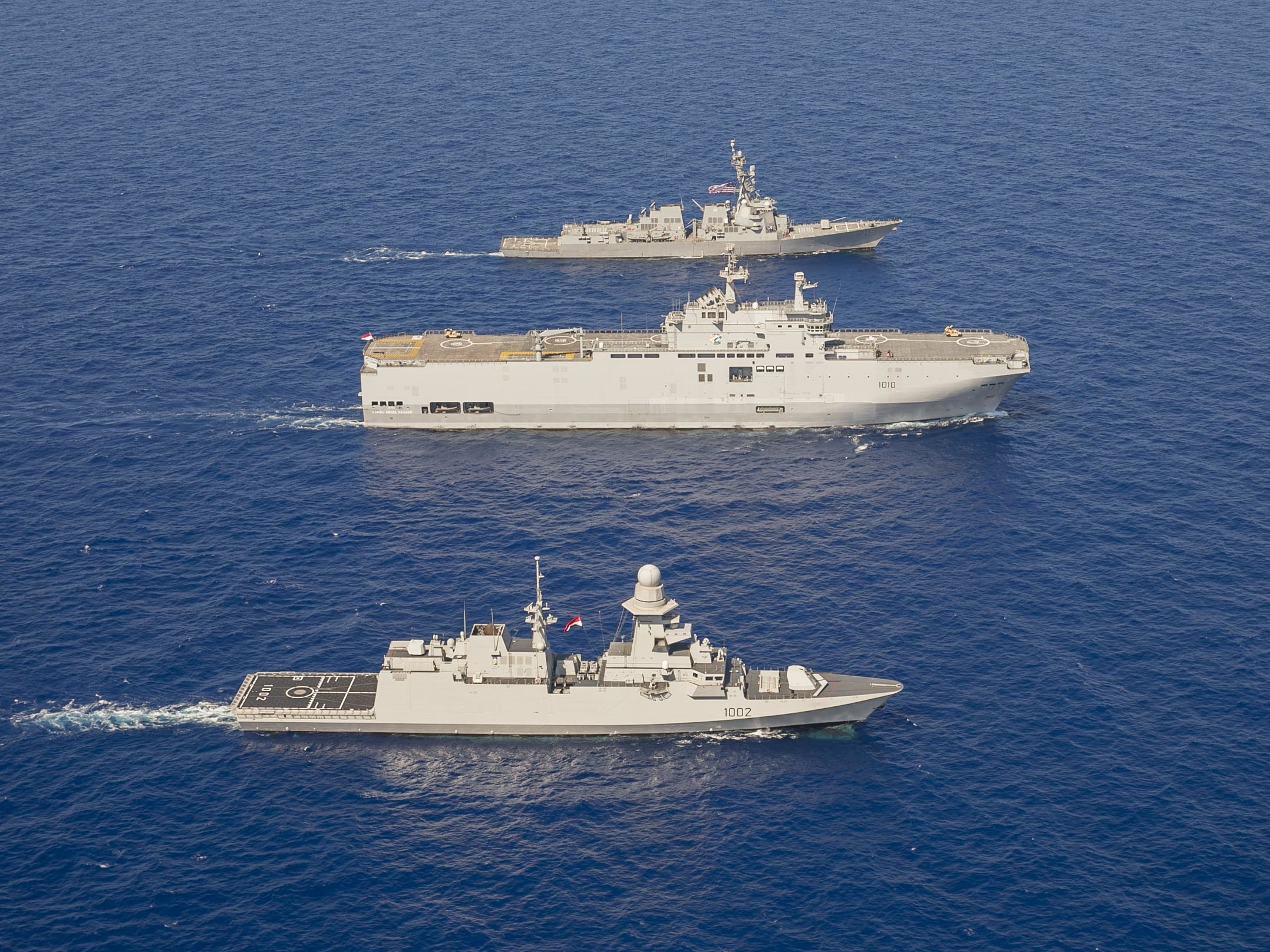
USS Delbert D. Black (DDG-119) (oben), ENS Al-Galala (Mitte) und ENS Gamal Abdel Nasser (unten) führen eine gemeinsame Operation im Mittelmeer durch (2022)

Die enge militärische Kooperation beider Staaten gehen auf die späten 1970er Jahre zurück, als beide Länder politische und militärische Verbündete wurden. Die militärische Unterstützung Ägyptens wurde als Teil der Strategie der Regierung zur Aufrechterhaltung der ständigen Verfügbarkeit der Energieressourcen am Persischen Golf und zur Sicherung des Suezkanals betrachtet, der als wichtige internationale Handelsroute und als kritische Route für US-Kriegsschiffe dient, die zwischen dem Mittelmeer und dem Indischen Ozean oder dem Persischen Golf verkehren. 1989 wurden sowohl Ägypten als auch Israel zu Major non-NATO ally der Vereinigten Staaten erhoben. Die US-amerikanischen Militärhilfen beliefen sich bis 2021 auf ca. 50 Milliarden US-Dollar. Das Land hat mit den Hilfen u. a. US-Rüstungsgüter, wie das Kampfflugzeug F-16, der Kampfpanzer M1A1 Abrams und der Angriffshubschrauber AH-64 Apache erworben.
Neben der Zusammenarbeit der Streitkräfte besteht auch eine enge Zusammenarbeit der Geheim- und Sicherheitsdienste bei der Terrorismusbekämpfung.

## Antiamerikanismus in Ägypten
Trotz der engen politischen Beziehungen zwischen beiden Ländern ist Antiamerikanismus in Ägypten weit verbreitet. Einer Umfrage des Pew Research Center zufolge aus dem Jahr 2014 sahen nur 10 Prozent der Ägypter die USA positiv und 85 Prozent sahen das Land negativ. Während der Mubarak-Ära legten Medien und Politiker häufig eine anti-amerikanische Rhetorik an den Tag, während die Regierung gleichzeitig unter der Hand die amerikanische Außenpolitik unterstützte. Während der Proteste von 2014 wurden den USA vorgeworfen, die Muslimbrüder zu unterstützen, was zu einer Welle an antiamerikanischen Bekundungen führte.
Am 11. September 2012 (dem 11. Jahrestag der Anschläge vom 11. September) stürmten ägyptische Demonstranten die US-Botschaft in Kairo, rissen die amerikanische Flagge herunter und ersetzten sie durch eine Flagge mit islamischen Symbolen, nachdem der anti-islamischer Film Innocence of Muslims, der den islamischen Propheten Mohammed verunglimpft, in den Vereinigten Staaten gedreht und im Internet veröffentlicht worden war. Laut Umfragen vermutet eine Mehrheit der Ägypter die USA oder Israel hinter den Anschlägen vom 11. September.

## Wirtschaftsbeziehungen
Der bilaterale Austausch von Waren und Dienstleistungen lag 2021 bei 9,1 Milliarden US-Dollar und Ägypten ist der größte Exportmarkt für amerikanische Unternehmen in Afrika. Die USA exportieren vorwiegend Weizen und Mais, mineralische Brennstoffe und Öl, Maschinen, Flugzeuge sowie Eisen- und Stahlerzeugnisse nach Ägypten und importieren im Gegenzug Kleidung und Textilien, Erdgas und Agrarerzeugnisse. Beide Länder haben 1986 ein Handels- und Investitionsabkommen abgeschlossen und die USA gehören zu den größten ausländischen Investoren. Die USA haben zudem bedeutende Entwicklungshilfe in Ägypten geleistet und das Land u. a. bei der Ausrottung von Polio, dem Erhalt des Ägyptischen Kulturerbes und dem Aufbau des nationalen Stromnetzes und des Bildungswesens unterstützt.